# مزرعة عرب (أصفهان)
مزرعة عرب هي قرية في مقاطعة أصفهان، إيران. يقدر عدد سكانها بـ 513 نسمة بحسب إحصاء 2016.